# Buenos Aires (Ñürüm)
Buenos Aires es un corregimiento del distrito de Ñürüm en la comarca Ngäbe-Buglé, República de Panamá. La localidad tiene 1.856 habitantes (2010).
Buenos Aires es la capital del distrito y está habitada en su mayoría por la etnia buglé, además de minorías ngäbe. 
Buenos Aires también posee una gran riqueza natural, ya que está rodeado de un bosque de pinos y por las bellas aguas del rio cobre, y al frente del imponente Cerro Tolica.
Esta comunidad es el centro económico y sede de diversas instituciones estatales de la comarca en la Region Kodri(oriente). Cuenta con vías de acceso a la carretera panamericana a través del tramo El Prado - Buenos Aires con cerca de 37 Km aproximadamente 45 minutos a 1 hora de trayecto, que facilita el transporte público y de mercancías en general además de otras actividades derivadas del comercio  y de esta manera sirve de centro logístico para diversas actividades que se desarrollan en las áreas adyacentes a través de las vías aérea y terrestre ya que cuenta con áreas para el aterrizaje de helicópteros y conectividad con carreteras no asfaltadas que conectan con los corregimientos de El Peñón, Agua de Salud, Guayabito, Krua y San Jose de cañazas en la provincia de Veraguas.
Caracteristicas Sociales:
La comunidad es cabecera del Distrito de Ñurum, es considerada como el sector más desarrollado en infraestructuras, en lo que corresponde al área norte del distrito de Ñurum, cuenta con una población relativamente joven además de una población altamente alfabetizada, y con organizaciones que contribuyen en su desarrollo social.
Esta comunidad es sede de las siguientes Instituciones estatales, MIDA,  MI AMBIENTE, Municipio de Ñurum, Tribunal Electoral, Centro de Salud 24 Horas, Ministerio Público, Órgano Judicial, IPACOOP a través de las coop.Niscacio Miranda, Esfuerzo Obrero, Irene Vasquez, Ngabe-Bugle, Asentamiento Campesino, Junta Comunal del Corregimiento de  Buenos Aires estas entidades tienen sus sedes modernas y tienen personal acargo para las diligencias de los pobladores. Además cuenta con ONGS como Nutrehogar que sirve de apoyo para la niñez de esta comunidad, Centro Misionero Santa Teresita del Niño Jesus, y diversas Iglesias Cristianas asentadas para el fortalecimiento de la fe en esta área.